# Vall de Almonacid
Vall de Almonacid, en castillan et officiellement (La Vall d'Almonesir en valencien), est une commune d'Espagne de la province de Castellón dans la Communauté valencienne. Elle est située dans la comarque de l'Alto Palancia et dans la zone à prédominance linguistique castillane.

## Géographie

Localisation de Vall de Almonacid
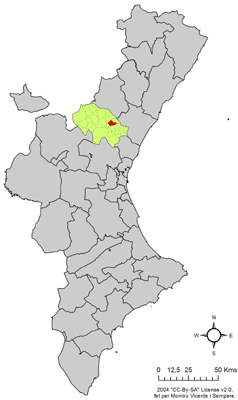
dans la Communauté valencienne.
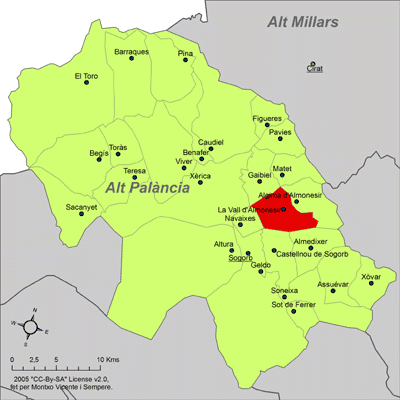
dans la comarque de l'Alto Palancia.